# Precision Positioning System
Il Precision Positioning System (PPS) è un servizio fornito dalla rete di satelliti del sistema Global Positioning System (GPS) specifico per l'uso militare.
Il PPS si compone di due segnali inviati nelle frequenze L1 (1575 MHz) e L2 (1227 MHz), mentre lo Standard Positioning System (SPS) (segnale utilizzato in ambito civile) occupa solo la L1.
Per quanto riguarda le pure prestazioni di posizionamento PPS e SPS sono simili da quando nel 2000 è stata disabilitata la Selective Availability che degradava il segnale civile.
Spesso si tende a identificare erroneamente la precisione come l'unico vantaggio del PPS rispetto al segnale civile SPS.
Le caratteristiche che rendono il PPS superiore al SPS comprendono invece una maggior resistenza ai disturbi e l'esclusività dell'utilizzo da parte dei soli utenti autorizzati.